# Смочево
Смоче́во (болг. Смочево) — село в Кюстендильській області Болгарії. Входить до складу общини Рила.

## Населення
За даними перепису населення 2011 року у селі проживали 220 осіб, з них 216 осіб (99,5%) — болгари.
Розподіл населення за віком у 2011 році:
Динаміка населення: